# Quase-paróquia
Quase-paróquia é uma circunscrição eclesiástica da Igreja Católica "confiada a um sacerdote como pastor próprio, a qual, em virtude de razões peculiares (como por exemplo, a falta de igreja), ainda não foi erigida em paróquia. Para a maioria dos efeitos equipara-se à paróquia" (cf. CDC 516).